# Mei Yamaguchi
Mei Yamaguchi (山口 芽生?, Yamaguchi Mei; Saitama, 14 giugno 1999) è una tennista giapponese.

## Carriera
Mei Yamaguchi ha vinto 2 titoli in singolare nel circuito ITF nella sua carriera. Il 18 novembre 2024, ha raggiunto il best ranking mondiale nel singolare al n°295, e il 26 luglio 2021 invece ha conseguito il suo best ranking mondiale nel doppio, n°649.
Yamaguchi ha fatto il suo debutto nel circuito maggiore all'Hana Bank Korea Open 2023 dove prende parte nelle qualificazioni, dove è stata sconfitta nel turno finale dalla taipeana Liang En-shuo in due set.
Nel 2024, Mei fallisce le qualificazioni nel torneo di Seoul, mentre riesce a superarle in quel di Tokyo, dove si conquista l'accesso nel suo primo main draw della carriera. Qui, viene eliminata nel primo turno dalla ex numero 4 del mondo e campionessa Slam Bianca Andreescu. Segue con un altro successo nelle qualificazioni del torneo di Hong Kong, ma anche in questa occasione si deve arrendere all'esordio da un'altra ex numero 4 del mondo e campionessa Slam Sofia Kenin.

## Statistiche ITF

### Singolare

#### Vittorie (2)
| Torneo $100.000 (0) |
| Torneo $80.000 (0)  |
| Torneo $60.000 (0)  |
| Torneo $40.000 (0)  |
| Torneo $25.000 (1)  |
| Torneo $15.000 (1)  |

| N. | Data             | Torneo                            | Superficie | Avversaria in finale | Punteggio     |
| 1. | 25 luglio 2021   | Amarante Ladies Open, Amarante    | Cemento    | Federica Rossi       | 6-4, 3-6, 6-4 |
| 2. | 10 novembre 2024 | Hamamatsu Women's Open, Hamamatsu | Sintetico  | Aoi Itō              | 4-6, 5-3 rit. |

#### Sconfitte (1)
| Torneo $100.000 (0) |
| Torneo $80.000 (0)  |
| Torneo $60.000 (0)  |
| Torneo $40.000 (0)  |
| Torneo $25.000 (0)  |
| Torneo $15.000 (1)  |

| N. | Data             | Torneo                                            | Superficie      | Avversaria in finale | Punteggio   |
| 1. | 24 febbraio 2019 | GanJiang New Area ITF World Tennis Tour, Nanchang | Terra rossa (i) | Lu Jiaxi             | 6(3)-7, 2–6 |

### Doppio

#### Sconfitte (2)
| Torneo $100.000 (0) |
| Torneo $80.000 (0)  |
| Torneo $60.000 (0)  |
| Torneo $40.000 (0)  |
| Torneo $25.000 (1)  |
| Torneo $15.000 (1)  |

| N. | Data            | Torneo                                            | Superficie      | Compagna      | Avversarie in finale      | Punteggio |
| 1. | 2 marzo 2019    | GanJiang New Area ITF World Tennis Tour, Nanchang | Terra rossa (i) | Ma Yexin      | Guo Hanyu Zheng Wushuang  | 0-6, 1-6  |
| 2. | 11 gennaio 2020 | Sunrise Aluminium Women's Circuit, Hong Kong      | Cemento         | Momoko Kobori | Mana Ayukawa Eudice Chong | 4-6, 3-6  |